# Son Sard
Son Sard és una possessió del terme de Llucmajor, Mallorca, situada a la carretera que uneix Llucmajor amb Campos, a la sortida de Llucmajor.
La possessió de Son Sard està situada entre les possessions de Son Calders i Can Arbós. El 1578, pertanyia a Pere Amengual, Sard, de la família del qual prengué el nom. El 1675, pertanyia a Pere Amengual, Sard. El 1734, era de Guillem Avellà, que hi feu nombrosos establiments. Era sots alou del senyor Antoni Garau Eixartell. El 1740 s'hi feren una altra vegada nombrosos establiments. Pertanyia al senyor Josep Jeroni Garau d'Eixartell, prevere beneficiat de la Seu.